# 西苏寺 (曼谷)

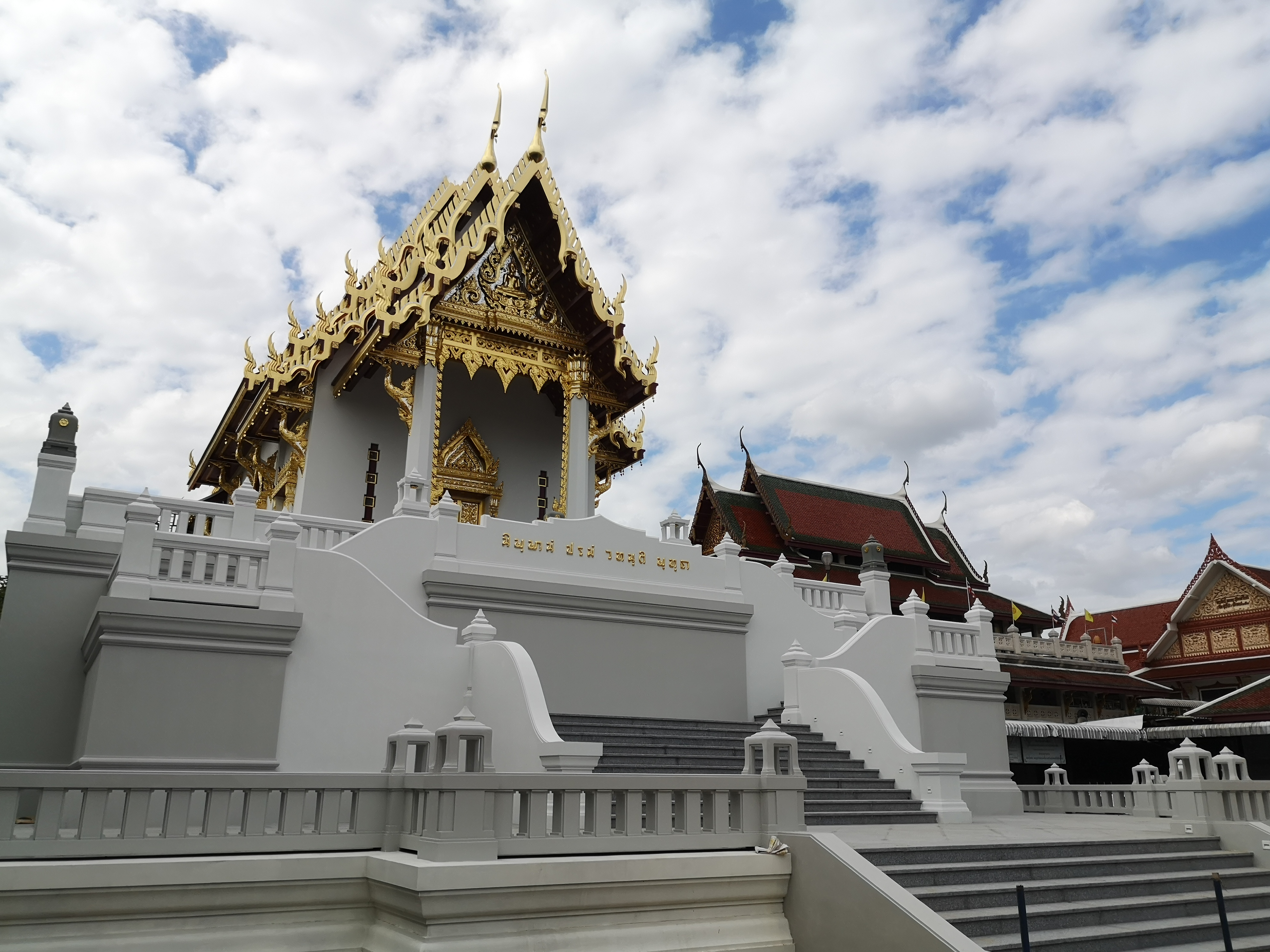
西苏寺。

西苏寺是一座位于泰国曼谷宗通县邦莫的皇家寺庙。